# Otomys karoensis
Otomys karoensis är en däggdjursart som beskrevs av Roberts 1929. Otomys karoensis ingår i släktet Otomys och familjen råttdjur. IUCN kategoriserar arten globalt som livskraftig. Inga underarter finns listade i Catalogue of Life. Arten listades en längre tid under det vetenskapliga namnet Otomys saundersiae. Genetiska undersökningar av holotypen visade att den var identisk med Otomys irroratus. Andra exemplar från en annan region hade däremot andra genetiska egenskaper och de utgör sedan 2009 arten Otomys karoensis.
Arten förekommer med två från varandra skilda populationer i Sydafrika. Habitatet utgörs av gräsmarker och buskskogar, som landskapet Fynbos.
Denna gnagare når en kroppslängd (huvud och bål) av cirka 15 cm samt en svanslängd av genomsnittlig 9,5 cm. Vikten är ungefär 100 g. Djuret har brun päls på ovansidan och ljus gråbrun päls på buken. Samma färguppdelning finns på svansen men den är ljusare än bålen. Arten har nästan samma utseende som Otomys irroratus och för att skilja arterna från varandra behövs mätningar av skelettets delar.
Antagligen föredrar Otomys karoensis gräs från familjen Restionaceae som föda. Den är troligtvis dagaktiv.